# Aderpas
Aderpas es un género de escarabajos longicornios de la tribu Aderpasini. Fue descrito por Carl Gustaf Thomson en 1864.

## Especies
- Aderpas brunneus (Thomson, 1858)
- Aderpas congolensis Hintz, 1913
- Aderpas griseotinctus Hunt & Breuning, 1955
- Aderpas griseus (Thomson, 1858)
- Aderpas lineolatus (Chevrolat, 1858)
- Aderpas nyassicus Breuning, 1935
- Aderpas obliquefasciatus Breuning, 1974
- Aderpas pauper (Fahraeus, 1872)
- Aderpas punctulatus Jordan, 1894
- Aderpas subfasciatus Jordan, 1894